# Chlorops kirigaminensis
Chlorops kirigaminensis är en tvåvingeart som beskrevs av Kanmiya 1978. Chlorops kirigaminensis ingår i släktet Chlorops och familjen fritflugor. Arten är reproducerande i Sverige. Inga underarter finns listade i Catalogue of Life.